# Takeshi Sasaki
Takeshi Sasaki –en japonés, 佐々木健志, Sasaki Takeshi– (16 de julio de 1996) es un deportista japonés que compite en judo. Ganó una medalla de oro en el Campeonato Asiático de Judo de 2022, en la categoría de –81 kg.

## Palmarés internacional
| Campeonato Asiático | Campeonato Asiático    | Campeonato Asiático | Campeonato Asiático |
| Año                 | Lugar                  | Medalla             | Categoría           |
| ------------------- | ---------------------- | ------------------- | ------------------- |
| 2022                | Nursultán (Kazajistán) | Medalla de oro      | –81 kg              |